# Babiroesa's
De babiroesa's of hertzwijnen (Babyrousa) vormen een geslacht van varkensachtige hoefdieren. De naam "babiroesa" is een samenstelling van de Indonesische woorden "babi" (varken) en "rusa" (hert).

## Kenmerken
Het opvallendste kenmerk van de babiroesa's zijn de bovenste en onderste hoektanden van de mannetjes, die omhoog en naar achteren, naar het gezicht, groeien. De bovenste hoektanden groeien door de huid naar buiten. De functie ervan is onbekend. De tanden zijn te broos om bij gevechten te worden gebruikt en breken gemakkelijk af. 
Gezegd wordt dat de bovenste tanden, als ze niet gebroken zijn, door de schedel naar binnen kunnen groeien, waardoor het dier zichzelf doodt. Dat gebeurt wel nadat er nageslacht is verwekt.

## Leefwijze
Babiroesa's leven in regenwouden, nabij rivieren en meren. Ze kunnen goed zwemmen. Ze zijn omnivoren, maar bladeren en vruchten vormen het grootste gedeelte van het dieet. Ze zijn waarschijnlijk sociale dagdieren. Soms vormen ze gemengde groepen met Celebeswrattenzwijnen (Sus celebensis).

## Voortplanting
Anders dan andere varkens krijgt de babiroesa in de regel slechts één big per worp, zelden twee of drie. Deze biggen hebben geen gestreepte vacht.

## Vijanden
Jonge babiroesa's kunnen ten prooi vallen aan pythons en civetkatten, maar over het algemeen hebben de dieren geen natuurlijke vijanden. Dit verklaart misschien de kleine worpen.

## Verspreiding
Deze soort komt enkel voor op Sulawesi en de naburige eilanden(groepen) Togian, Sula en Buru. 

## Soorten
Er zijn vijf soorten, waarvan één fossiele soort uit het Pleistoceen:
- Babyrousa babyrussa (Gouden babiroesa), Sula en Buru;
- Babyrousa bolabatuensis (Zuidoostelijke babiroesa), Zuid-Celebes, mogelijk uitgestorven;
- Babyrousa celebensis (Noordelijke babiroesa of gewone babiroesa), Noord-Celebes;
- Babyrousa togeanensis (Togianbabiroesa), Togian;
- Babyrousa beruensis  †

Deze soorten worden vaak beschouwd als ondersoorten van één soort, de babiroesa (Babyrousa babyrussa), maar zie Meijaard & Groves (externe link hieronder).